# Paolo Gentiloni
Paolo Gentiloni Silveri (Roma, 22 novembre 1954) è un politico e giornalista italiano, Commissario europeo per gli affari economici e monetari nella Commissione von der Leyen I dal 2019 al 2024 ed in precedenza Presidente del Consiglio dei ministri della Repubblica Italiana dal 2016 al 2018.
Esponente di spicco del Partito Democratico, di cui è un membro fondatore e di cui è stato presidente dal 17 marzo 2019 al 22 febbraio 2020, è stato, dopo una lunga carriera nella politica extraparlamentare e locale: deputato alla Camera dal 30 maggio 2001 al 2 dicembre 2019, ministro delle comunicazioni nel governo Prodi II, dal 17 maggio 2006 all'8 maggio 2008, e ministro degli affari esteri e della cooperazione internazionale nel governo Renzi, dal 31 ottobre 2014 al 12 dicembre 2016. Dopo le dimissioni di Matteo Renzi, a seguito dell'esito fallimentare del referendum costituzionale del 2016, Gentiloni ha ottenuto dal Presidente della Repubblica Sergio Mattarella l'incarico di formare un governo, sciogliendo positivamente la riserva il 12 dicembre 2016 ed entrando in carica il giorno stesso.
Indicato dal Governo Conte II come membro della Commissione europea spettante all'Italia, il 10 settembre 2019 viene annunciata dalla Presidente della Commissione europea Ursula von der Leyen la sua nomina a Commissario europeo per l'economia, carica che ha assunto il 1º dicembre 2019.

## Biografia
Nato il 22 novembre 1954 a Roma, Paolo Gentiloni Silveri è uno dei discendenti della famiglia dei conti Gentiloni Silveri, nobili di Filottrano, Cingoli, Macerata e Tolentino, imparentati con il conte Vincenzo Ottorino Gentiloni (cameriere di cappa e spada di Pio XI), noto per la stesura dell'omonimo patto che all'inizio del Novecento segnò il superamento del "non expedit" e l'ingresso dei cattolici nella vita politica italiana.
Durante l'infanzia, Gentiloni frequenta un istituto montessoriano e riceve un'educazione cattolica: fa anche attività da catechista insieme con Agnese Moro, figlia del politico Aldo. Passato al Liceo ginnasio Torquato Tasso a Roma, partecipa a un'occupazione nel novembre 1970, e nel successivo a dicembre fugge di casa per partecipare a una manifestazione a Milano.
Si è laureato in scienze politiche presso l'Università degli Studi di Roma "La Sapienza", e dal 1990 è iscritto come giornalista professionista all'Ordine dei giornalisti del Lazio.

### Vita privata
È sposato dal 1988 con l'architetta Emanuela Mauro e non ha figli. Parla correntemente inglese, francese e tedesco.

## Carriera politica

### Formazione nella sinistra extraparlamentare

Paolo Gentiloni come direttore della rivista La Nuova Ecologia nel 1989

Negli anni settanta entra in contatto con il Movimento Studentesco guidato da Mario Capanna.
Dopo la confluenza di Capanna con un gruppo di militanti nel Partito di Unità Proletaria per il Comunismo, Gentiloni partecipa alla fondazione del Movimento Lavoratori per il Socialismo (MLS), partito di ispirazione maoista, di cui divenne segretario regionale per il Lazio, fino alla sua unificazione nel 1981 con il PdUP per il Comunismo, dove ha lavorato nella politica locale.
Gentiloni abbandonò lentamente gli ideali estremisti, condividendo punti di vista più moderati e diventando particolarmente coinvolto nella politica verde e nell'ecologismo.
Nella sinistra extraparlamentare incontra e diventa amico di Ermete Realacci e Chicco Testa di Legambiente. Grazie a Chicco Testa ed Ermete Realacci, Gentiloni ottiene nel 1984 la direzione della Nuova ecologia, mensile di Legambiente, che mantiene fino al 1993.

### Assieme a Rutelli

#### Membro della sua giunta a Roma

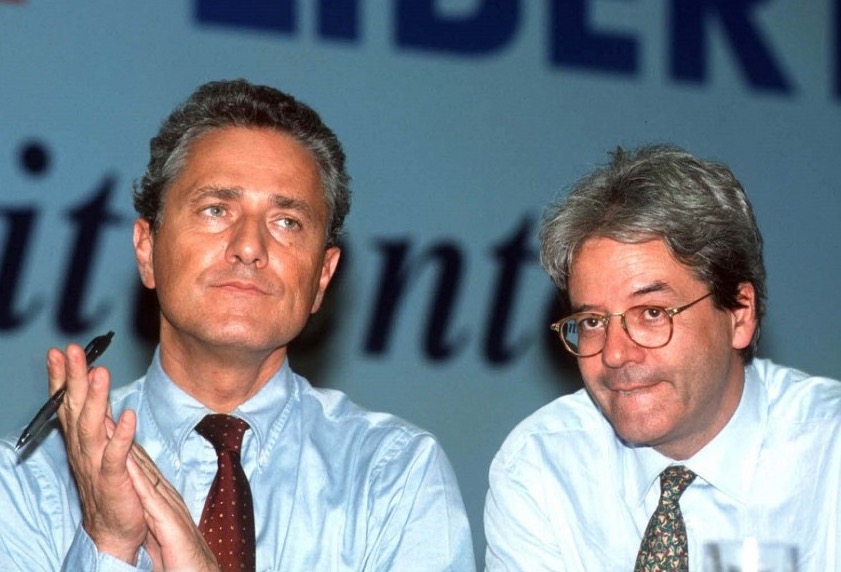
Paolo Gentiloni con Francesco Rutelli nel 1993

Durante gli otto anni di direzione della Nuova ecologia, Gentiloni incontra e si lega a Francesco Rutelli (deputato prima radicale e poi verde), venendo allora incluso nel novero dei cosiddetti Rutelli boys assieme a Ermete Realacci, Roberto Giachetti e Michele Anzaldi.
Dopo le elezioni amministrative del 1993, dove Rutelli batte al ballottaggio Gianfranco Fini e diventa sindaco di Roma, Gentiloni ne assume il ruolo di portavoce. In seguito ricopre anche l'incarico di assessore al Giubileo del 2000 e al turismo fino al gennaio 2001, quando Rutelli si dimise per diventare il capo della coalizione L'Ulivo alle elezioni politiche del 2001. Tuttavia Rutelli è stato duramente sconfitto dall'ex presidente del Consiglio Silvio Berlusconi con il 35,1% dei voti contro il 49,6%. Durante quel periodo è stato al fianco di Rutelli nella campagna elettorale da candidato premier nel 2001.

#### Deputato e fondatore de La Margherita
Oltre ad affiancare Rutelli durante la campagna elettorale, è stato candidato alle elezioni politiche del 2001, dove Gentiloni viene eletto per la prima volta alla Camera dei deputati, nella circoscrizione Piemonte 2 tra le liste proporzionali di Democrazia è Libertà - La Margherita, una lista elettorale centrista. Nel 2002 è stato uno dei fondatori quando Democrazia è Libertà - La Margherita è diventato a tutti gli effetti un partito, fondendo il Partito Popolare Italiano di Pierluigi Castagnetti, Rinnovamento Italiano di Lamberto Dini e I Democratici di Arturo Parisi, diventandone responsabile della comunicazione, organizzando e curando le campagne elettorali. Nella XIV legislatura è stato membro della 9ª Commissione trasporti, poste e telecomunicazioni e della Commissione parlamentare di vigilanza Rai. Nel 2005 diventa presidente della commissione parlamentare di vigilanza RAI, presiedendo la commissione fino alla fine della legislatura.

#### Ministro delle comunicazioni

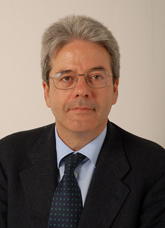
Paolo Gentiloni rieletto alla Camera dei deputati nel 2006

Alle consultazioni politiche del 2006 Gentiloni viene rieletto alla Camera, dove la coalizione di centro-sinistra L'Unione guidata da Romano Prodi ne esce vittoriosa, seppur con un risultato risicato. Successivamente con la nascita del secondo governo presieduto da Prodi, viene indicato come Ministro delle comunicazioni in quota Margherita, giurando il 17 maggio 2006 nelle mani del Presidente della Repubblica Giorgio Napolitano, incarico che mantiene fino alla fine prematura del governo il 7 maggio 2008.
Gentiloni aveva tra le sue competenze la riforma del settore televisivo. Questa riforma aveva come scopo, secondo Gentiloni, l'adeguamento della cosiddetta legge Gasparri alla normativa UE (direttiva "Televisione senza frontiere"), soprattutto circa i tetti alla pubblicità.
Il ddl "riforma Gentiloni" del 12 ottobre 2006, stabiliva l'esistenza di una posizione dominante laddove un soggetto superasse il 45% di raccolta pubblicitaria e aboliva il "sistema integrato di comunicazione" (SIC) introdotto dalla legge Gasparri. La legge abbassava inoltre la soglia pubblicitaria massima per le TV dal 18% al 16%, per favorire la redistribuzione, e prevedeva il trasferimento sul digitale di una rete ciascuna per RAI e Mediaset entro il 2009, liberando così frequenze e imponendone l'obbligo di vendita (vicenda Europa 7). Il disegno di legge non verrà però approvato.
A maggio 2007 viene varato un secondo testo di riforma che riguarda soltanto la RAI (atto Senato n. 1588/2007). Tra gli aspetti principali, la proprietà sarebbe dovuta passare dal Ministero dell'Economia a una Fondazione; si sarebbe inoltre avuta una separazione tra TV finanziata dal canone e TV finanziata dalla pubblicità, inoltre sarebbero cambiate le regole di nomina del consiglio di amministrazione. La riforma tuttavia non sarà approvata.
Il settore sarà poi di nuovo riformato nel successivo governo Berlusconi IV con il "decreto Romani" (D.Lgs. n. 44/2010).
Sempre nel 2007 Gentiloni diviene oggetto di critica per una proposta di regolamentazione della comunicazione su internet che nel primo testo avrebbe costretto gran parte dei siti internet a registrazioni e adempimenti amministrativi; Il testo è stato poi considerato un errore da parte dello stesso Gentiloni.

### Fondatore e deputato del PD

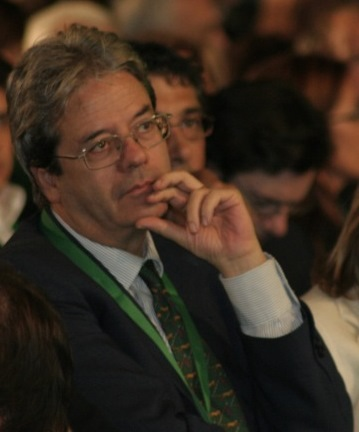
Gentiloni nel 2007

Nel 2007 Gentiloni è stato uno dei 45 membri del Comitato promotore nazionale del Partito Democratico (PD) che riuniva i leader delle componenti del costituendo partito.
Viene ricandidato e rieletto deputato alle politiche del 2008, che hanno visto la vittoria della coalizione di centro-destra guidata da Silvio Berlusconi. Nella successiva XVI legislatura Gentiloni è nuovamente membro della 9ª Commissione trasporti, poste e telecomunicazioni e della Commissione sui servizi radiotelevisivi.
Alle elezioni primarie del Partito Democratico nel 2009 sostiene la mozione di Dario Franceschini, segretario uscente del PD e vicesegretario del PD sotto Walter Veltroni, che risulterà perdente, arrivando secondo al 34,27% dei voti contro il 53% dei voti di Pier Luigi Bersani, ex ministro dello sviluppo economico nel secondo governo Prodi. Successivamente Gentiloni viene nominato da Bersani, neo-eletto segretario del PD, presidente del Forum ICT del partito in rappresentanza della "mozione Franceschini".
Successivamente alla nomina nella segreteria del PD, Gentiloni iniziò a sostenere l'allora sindaco di Firenze Matteo Renzi e il suo movimento dei rottamatori, partecipando tra i primi big del PD ai convegni della Leopolda, appoggiando la sua mozione nelle primarie del centro-sinistra "Italia. Bene Comune", del Partito Democratico del 2013 e del 2017.
Alle elezioni politiche del 2013 viene nuovamente rieletto deputato per il PD nella coalizione Italia. Bene Comune. Nella XVII legislatura è stato componente della 3ª Commissione Affari Esteri e Comunitari, del Comitato permanente Africa e questioni globali, della 11ª Commissione Lavoro pubblico e privato e di presidente della sezione Italia-Stati Uniti dell'unione interparlamentare.

#### Primarie per il sindaco di Roma del 2013
Il 5 dicembre 2012 Gentiloni, tramite Twitter, annuncia la sua candidatura alle elezioni primarie del centro-sinistra per la scelta del candidato sindaco di Roma, sostenuta dalla corrente renziana del PD; lo slogan scelto da Gentiloni è stato "Roma riparte da qui". Alle votazioni perde la competizione, raccogliendo all'incirca il 15% dei voti e classificandosi al terzo posto, preceduto dall'europarlamentare PD David Sassoli (27%), capodelegazione del PD al Parlamento europeo e rappresentante la corrente Franceschiniana del PD, e dal senatore PD Ignazio Marino (55%). Dopo la sconfitta alle primarie di Roma, molti commentatori politici credevano che la carriera di Gentiloni come esponente di spicco del centro-sinistra fosse finita.

### Ministro degli affari esteri e cooperazione internazionale

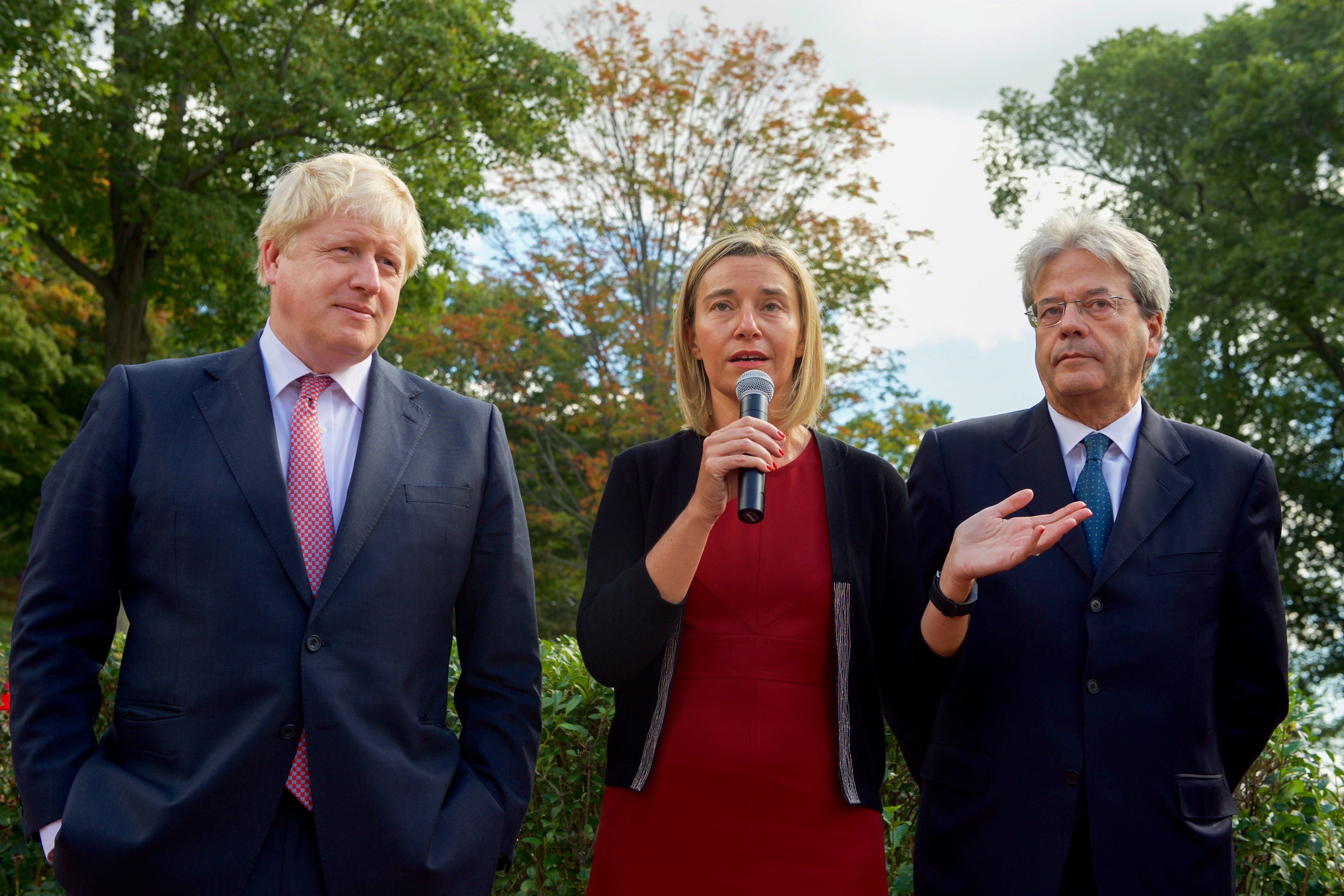
Gentiloni con Boris Johnson e Federica Mogherini

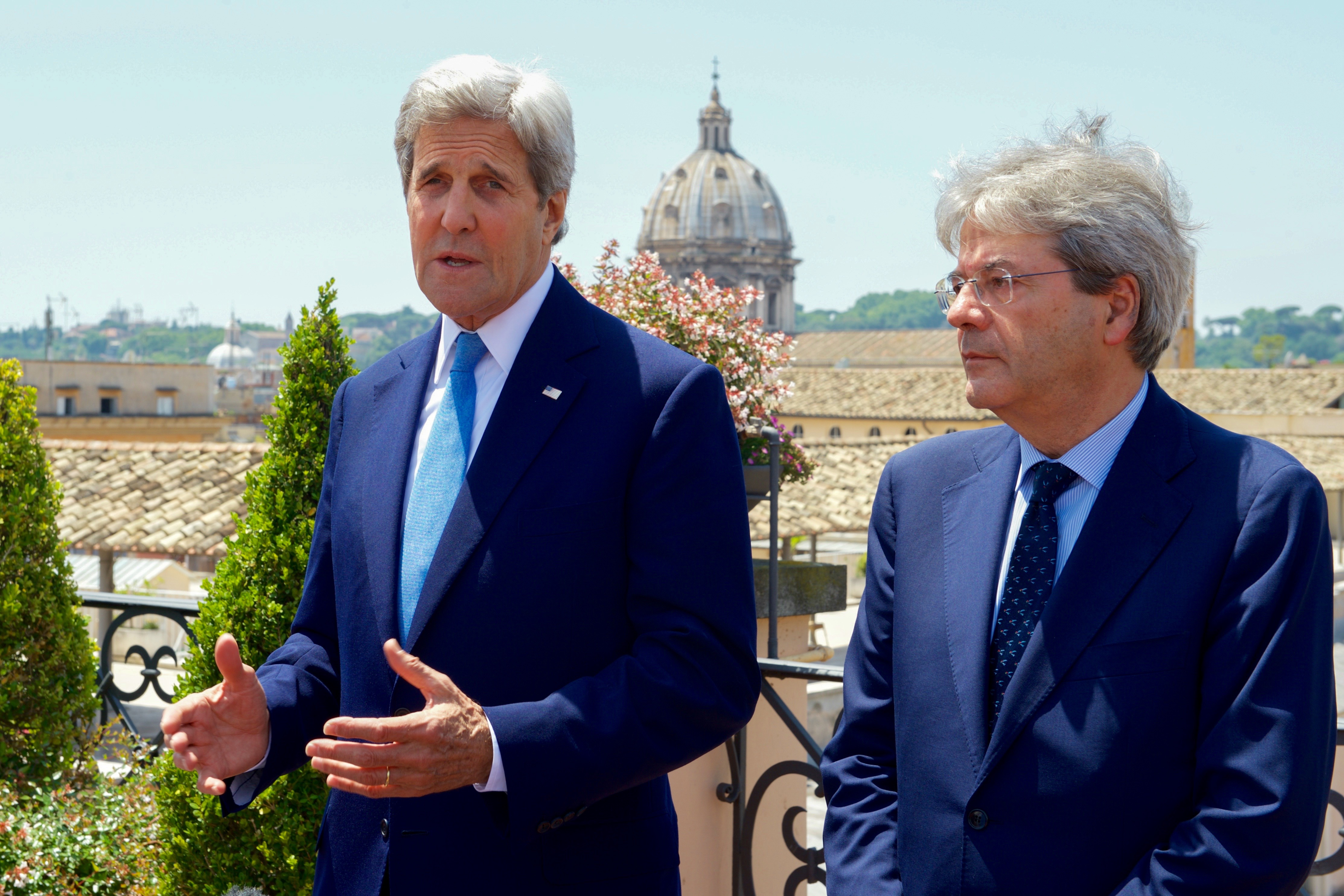
Il ministro Gentiloni con il segretario di Stato statunitense John Kerry

Il 31 ottobre 2014 Gentiloni viene designato come nuovo ministro degli affari esteri e della cooperazione internazionale del governo Renzi, in sostituzione di Federica Mogherini, chiamata ad assumere la carica di Alto rappresentante per la politica estera dell'Unione europea. Fino a poco prima della sua nomina, Gentiloni non era stato menzionato come un candidato negli ambienti politici. Il Presidente del Consiglio Matteo Renzi aveva riferito di voler sostituire Mogherini con un'altra donna, per preservare la parità di genere nel suo gabinetto di 16 membri. Inoltre, Gentiloni non era affatto conosciuto come specialista nella diplomazia internazionale. Renzi lo preferisce al viceministro degli esteri Lapo Pistelli, che di lì a poco lascia la Farnesina e la politica.
Gentiloni giura poi nelle mani del capo dello Stato Giorgio Napolitano il pomeriggio del giorno stesso della nomina ed effettua il passaggio di consegne alla Farnesina il 1º novembre 2014.
Da ministro degli esteri Gentiloni ha cercato di tracciare una via intermedia per l'Italia nello scenario di crisi multiple che la circonda, dalle guerre in Libia e Siria alle tensioni con la Russia. Gentiloni ha mostrato una forte vicinanza all'omologo statunitense John Kerry e mantenuto aperto un canale di dialogo con l'omologo russo Sergej Lavrov.
In sede europea, l'Italia di Gentiloni è stata tra gli Stati membri più riluttanti alla stipula e ai periodici rinnovi delle sanzioni alla Russia per l'occupazione della Crimea e la guerra del Donbass, e ha spesso sottolineato la necessità di solidarietà degli altri Stati membri con l'Italia per la gestione della crisi migratoria, arrivando a proporre nuovi patti politici come quello europeo con la Turchia con altri Paesi della sponda sud mediterranea.
In Libia Gentiloni è stato tra i principali sponsor di Fayez al-Sarraj come premier di conciliazione nazionale, pur con periodiche aperture all'uomo forte di Bengasi, Khalifa Haftar, sostenuto dall'Egitto. Il sostegno alla lotta delle forze libiche contro l'ISIS lo ha fatto definire da questi ultimi come "ministro dell'Italia crociata". La sua posizione sulla Siria è rimasta più sfumata e in linea con i partner europei.

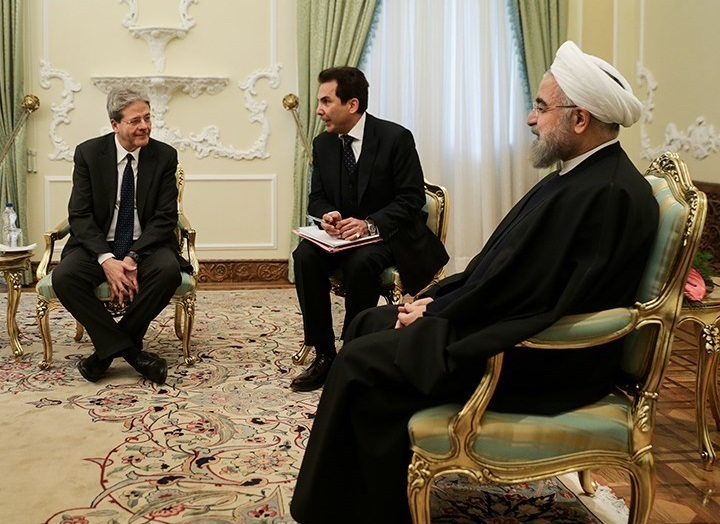
Il ministro Gentiloni con il presidente iraniano Hassan Rouhani

Come ministro degli affari esteri, Gentiloni ha dovuto confrontarsi con il rapimento, nel gennaio 2015, di Vanessa Marzullo e Greta Ramelli negoziando il rilascio delle due dietro pagamento di un riscatto dopo che erano state tenute in ostaggio da alcuni terroristi siriani per 168 giorni.
Gentiloni ha cercato, senza successo, di tenere una linea di fermezza con l'Egitto in seguito all'omicidio di Giulio Regeni, crisi diplomatica culminata con il richiamo dell'ambasciatore italiano a Il Cairo (poi trasferito a Bruxelles). Anche con l'India la Farnesina di Gentiloni ha cercato di mantenere una linea di fermezza riguardo alla vicenda dei marò; il suo primo atto ufficiale è stato infatti quello di contattare i due sottufficiali di marina coinvolti nella crisi diplomatica tra India e Italia, assicurando in seguito al Parlamento una "rapida soluzione" della questione.
Gentiloni è stato inoltre il primo ministro europeo a recarsi a Cuba dopo l'accordo con gli Stati Uniti, e ha visitato l'Iran poco prima e subito dopo lo storico accordo sul nucleare.
Durante il suo mandato da ministro degli esteri sono più che triplicati i valori relativi alle licenze all'esportazione di armamenti, passando da meno di 2,9 miliardi di euro nel 2014 a oltre 8,2 miliardi di euro nel 2015, una cifra record dal dopoguerra. Tra questi primeggiano i programmi di cooperazione intergovernativa. Nel 2015 il MAECI non ha negato alcuna licenza di esportazione di armamenti. Dal 2014, inoltre, la relazione alle Camere sull'argomento non menziona i Paesi destinatari finali di tali armamenti, rendendone difficile il controllo di legalità. Varie fonti hanno denunciato l'invio di oltre 5 000 bombe all'Arabia Saudita, parte belligerante della guerra in Yemen così come di 3 600 fucili Benelli inviati alle forze militari dell'Egitto del presidente al-Sisi.
Il 21 marzo 2015 Gentiloni, assieme al ministro della difesa Roberta Pinotti, senza consultare deputati, senatori o farne parola in Parlamento, firma il Trattato di Caen con la Francia (per la quale erano presenti il Ministro degli Esteri Laurent Fabius e della Difesa Jean-Yves Le Drian), che stipula la cessione di trecentoquaranta chilometri quadrati di mare italiano, tra Sardegna, Liguria e arcipelago toscano, alla Francia. Dopo aver ratificato l'accordo, il 13 gennaio 2016 il governo francese sequestra il peschereccio Mina che, senza che i pescatori ne fossero a conoscenza, si trovava da quel momento in poi in acque territoriali francesi. Il peschereccio, portato sotto sequestro nel porto di Nizza da parte della Gendarmerie Maritime, viene riportato in Italia sotto pagamento di ottomila euro. Il Ministro Gentiloni decide di non intervenire nella questione diplomatica. L'Italia non ha ancora ratificato l'accordo.

### Presidente del Consiglio dei ministri

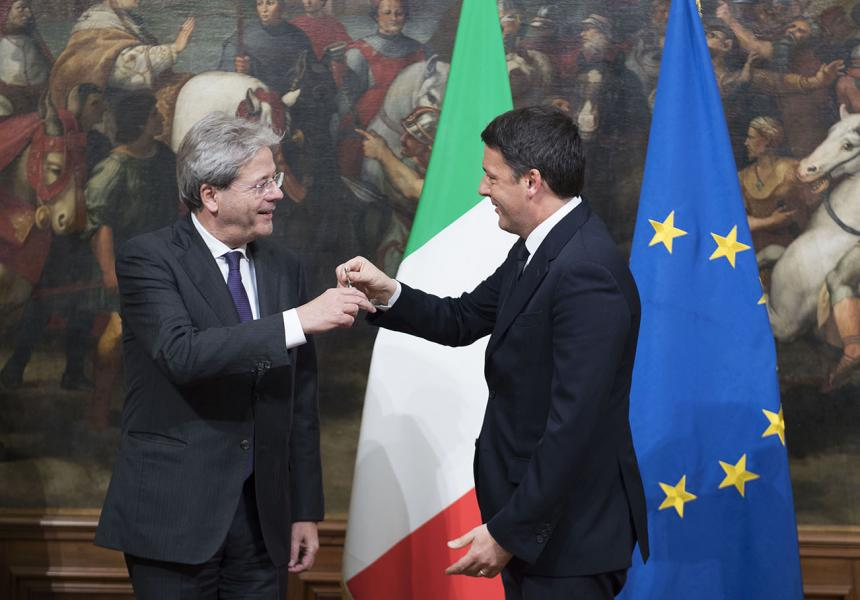
Paolo Gentiloni con il suo predecessore Matteo Renzi durante la cerimonia di insediamento

Il 5 dicembre 2016, a seguito della bocciatura del referendum costituzionale, il Presidente del Consiglio Matteo Renzi annuncia le sue dimissioni, formalizzate il 7 dicembre. Dopo le consultazioni dei giorni successivi, l'11 dicembre il presidente della Repubblica Sergio Mattarella affida a Gentiloni l'incarico di formare un nuovo governo, che il ministro degli esteri accetta con riserva. A seguito delle consultazioni con i vari partiti, nel pomeriggio del 12 dicembre, il Presidente del Consiglio incaricato scioglie positivamente la riserva e accetta l'incarico, comunicando la lista dei ministri e prestando giuramento nelle mani del presidente della Repubblica alle ore 20:00.

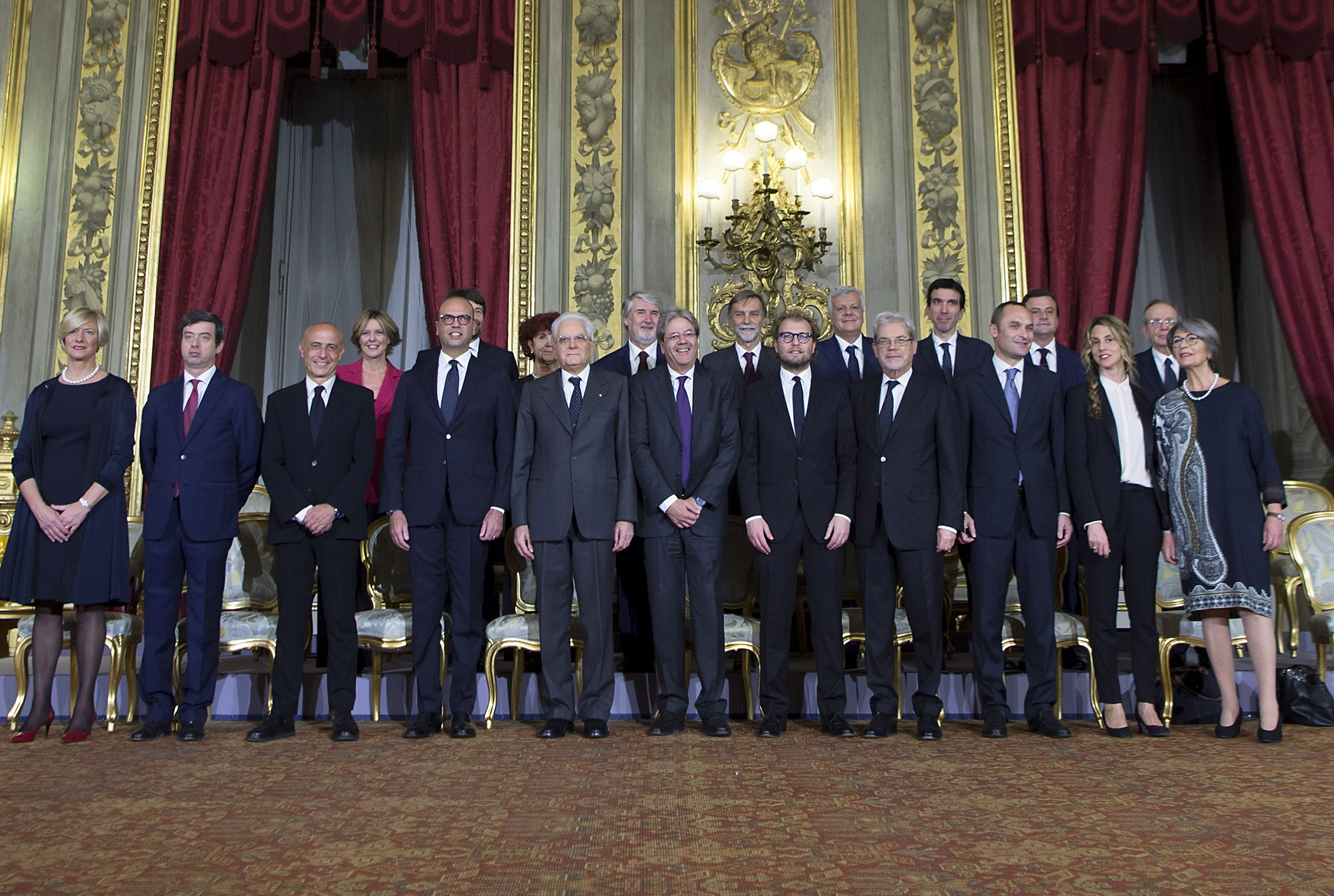
Il giuramento del governo Gentiloni al Palazzo del Quirinale il 12 dicembre 2016

Tra il 13 e il 14 dicembre, il governo ottiene la fiducia alla Camera dei deputati con 368 voti favorevoli e 105 i contrari (con Movimento 5 Stelle, Lega Nord, ALA e Scelta Civica che abbandonano l'aula al momento del voto, mentre i deputati di Fratelli d'Italia protestano contro il Governo esponendo cartelli con la scritta "Al voto ora!") e, successivamente, la fiducia al Senato della Repubblica con 169 voti favorevoli e 99 contrari (anche in questo caso Lega Nord e ALA abbandonano l'aula al momento del voto).
Il 29 dicembre 2016 vengono nominati quarantuno tra viceministri e sottosegretari di Stato che completano la squadra di governo che in serata prestano giuramento nelle mani del presidente del Consiglio.
Appena insediatosi, sia la stampa che l'opposizione in Parlamento hanno commentato che la composizione del suo esecutivo, qualificato come un "governo Renzi-bis" in quanto sono stati riconfermati diversi esponenti del precedente governo, in particolare i casi dei ministri Andrea Orlando (Ministro della giustizia), Roberta Pinotti (Ministro della difesa), Pier Carlo Padoan (Ministro dell'economia e finanze) e Marianna Madia (Ministra della Pubblica Amministrazione). Inoltre Angelino Alfano, che passa da Ministro dell'interno a Ministro degli affari esteri, e Maria Elena Boschi che passa da Ministra per le riforme costituzionali e i rapporti con il Parlamento a Sottosegretario di Stato alla Presidenza del Consiglio dei ministri.
La notte dell'11 gennaio 2017, di ritorno da Parigi dalla sua prima visita ufficiale all'estero, Gentiloni viene colto da un lieve malore (rivelatosi poi essere un principio d'infarto) e sottoposto a un intervento di angioplastica al Policlinico Gemelli di Roma.

#### Politiche sociali

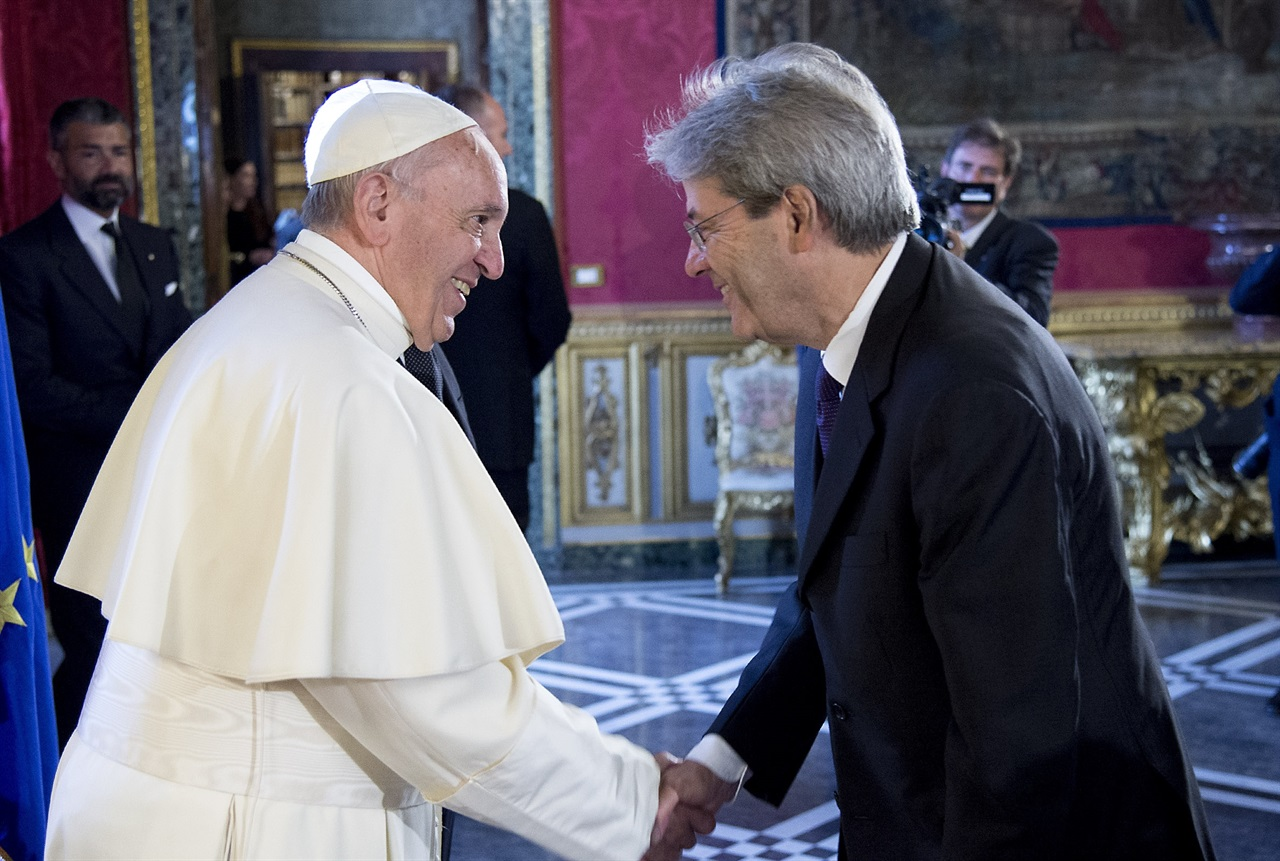
Gentiloni con papa Francesco nel giugno 2017

Nel mese di febbraio 2017 vengono aggiornati dal governo i nuovi livelli essenziali di assistenza in collaborazione con il ministro Beatrice Lorenzin: un documento giuridico in cui una persona specifica quali azioni intraprendere per la propria salute se non è più in grado di prendere decisioni da soli a causa di malattia o incapacità. Con questa legge, la volontà vivente è diventata legale in Italia. La legge fornì anche il rifiuto di cure per la fine del vita. Il disegno di legge è stato duramente contrastato da molti politici cristiano-democratici e social conservatori di Forza Italia, Lega Nord, Fratelli d'Italia, mentre era sostenuta da PD, Movimento 5 Stelle, Movimento Democratico e Progressista e Sinistra Italiana. La Chiesa cattolica, guidata da papa Francesco, non ha presentato grandi obiezioni alla legge, affermando che occorreva trovare un equilibrio con la prevenzione del trattamento eccessivo o dell'ostinazione terapeutica.
Il 19 maggio 2017 il Consiglio dei ministri, su proposta di Gentiloni e del ministro della Salute Beatrice Lorenzin, ha approvato una legge di decreto contenente misure urgenti di prevenzione dei vaccini che ha reintrodotto la vaccinazione obbligatoria, portando il numero di vaccini obbligatori da 4 a 12 e non permettendo a coloro che non sono stati vaccinati di frequentare la scuola.

#### Politiche del lavoro
Il governo Gentiloni ha portato a termine alcune delle riforme avviate dal precedente governo Renzi, tra cui quella della protezione civile. Vengono inoltre approvate le deleghe sulla riforma della scuola e sulla legge Cirinnà. Nel marzo 2017 il suo governo ha proposto e successivamente ottenuto l'abrogazione dei voucher, che furono introdotti dal secondo governo Berlusconi ed estesi nell'utilizzo dal governo Monti, e ha successivamente introdotto un reddito di inclusione per i cittadini meno abbienti, oltre al contributo dato per l'istituzione di una legge contro il cyberbullismo.
Nel marzo 2018 il tasso di disoccupazione era di circa l'11%, inferiore agli anni precedenti, e la percentuale della disoccupazione giovanile era la più bassa dal 2011, pari al 31,7%. Questi dati sono stati considerati da molti come la prova di una robusta ripresa economica iniziata nel 2013, dopo la crisi finanziaria che ha colpito l'Italia nel 2011.

#### Immigrazione

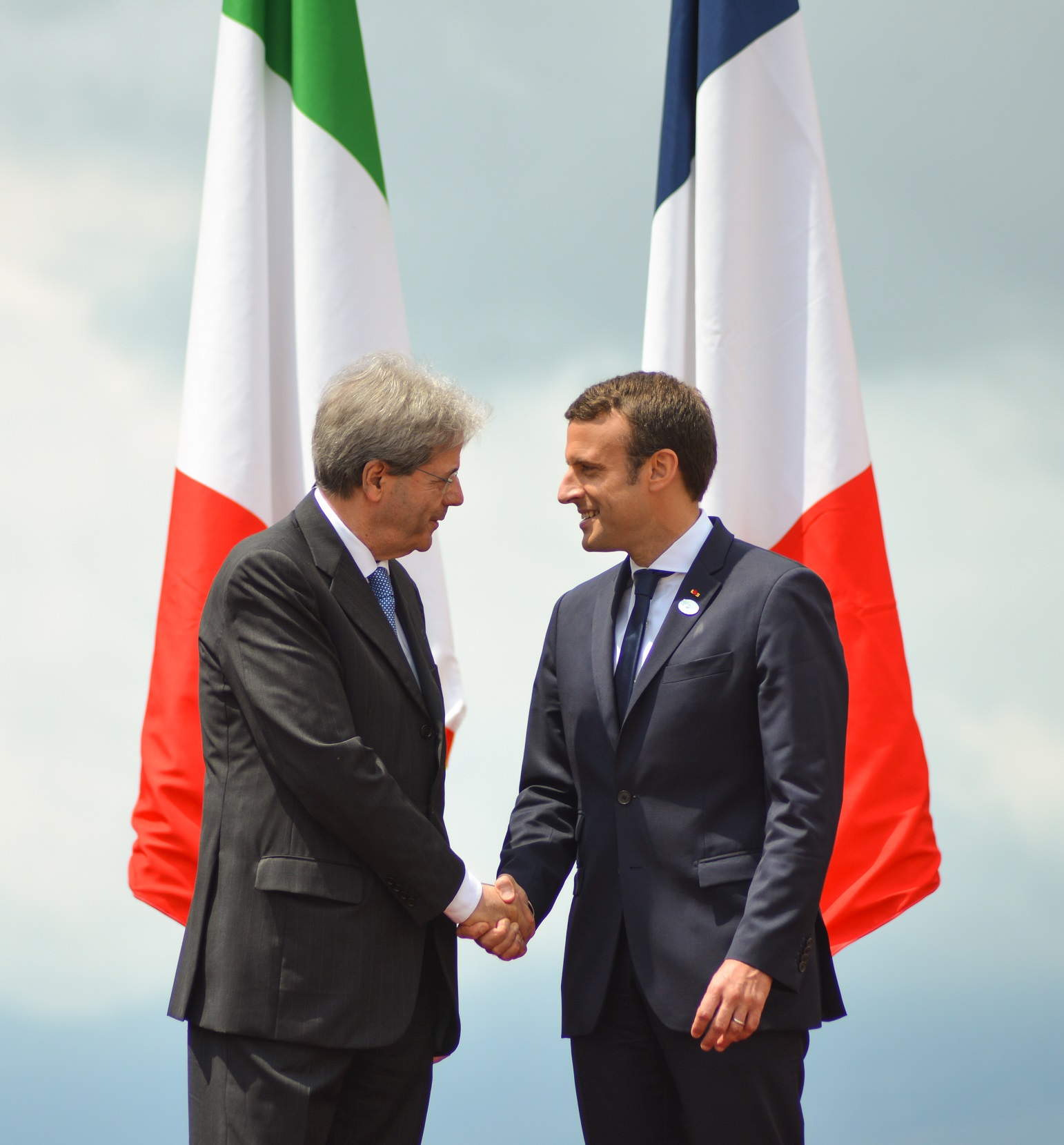
Gentiloni con il presidente francese Emmanuel Macron nel maggio 2017

Un grosso problema affrontato da Gentiloni, è stato l'alto livello di immigrazione clandestina verso l'Italia. Il 2 febbraio 2017 Gentiloni ha raggiunto un accordo a Roma con il presidente libico del Consiglio presidenziale Fayez al-Sarraj sull'arresto della migrazione. La Libia ha accettato di cercare di impedire ai migranti di partire per attraversare il Mar Mediterraneo. Il 9 febbraio, Gentiloni ha firmato un accordo analogo con il Presidente della Tunisia Beji Caid Essebsi, per prevenire la migrazione attraverso il Mediterraneo.
Durante il suo mandato, Gentiloni e il suo ministro dell'interno Marco Minniti, hanno promosso politiche più rigorose in materia di immigrazione e pubblica sicurezza, per ridurre il numero di immigrati verso l'Italia e per contrastare la propaganda populista promossa dall'estrema destra della Lega Nord. Nel luglio 2017 il governo ha promosso il cosiddetto "Codice Minniti", che deve essere sottoscritto dalle ONG che si occupano del salvataggio dei richiedenti asilo nel Mediterraneo.
Alcune ONG si sono rifiutate di firmare il nuovo codice di condotta; Medici Senza Frontiere è stato il primo ente benefico ad annunciare ufficialmente il suo "NO" al codice, dicendo che non c'erano condizioni in cui firmare. Di fronte al crescente malcontento e al controllo da parte delle autorità italiane, libiche e dell'UE, MSF ha dovuto sospendere le proprie attività nel Mediterraneo. L'ONG tedesca Sea Watch ha detto che il codice era "in gran parte illegale" e "non salverà vite, ma avrà l'effetto opposto".
Nel dicembre 2017, il Gentiloni ha annunciato la missione di mantenimento della pace che consiste nell'invio di 450 soldati in Niger, per aiutare le forze locali nella lotta contro i trafficanti di migranti e il terrorismo islamico. L'accordo è stato raggiunto insieme al presidente della repubblica francese Emmanuel Macron, il quale ha dichiarato che le truppe francesi, che erano già nella zona, collaboreranno con quelle italiane.

#### Legge elettorale "Rosatellum"
Dopo la grande bocciatura della riforma costituzionale Renzi-Boschi, il Parlamento ha dovuto modificare la legge elettorale proposta dal governo Renzi; infatti il cosiddetto "Italicum" disciplinava solo l'elezione della Camera dei Deputati, e non quella del Senato, che, se approvata la riforma, sarebbe indirettamente eletta dai cittadini. Il PD ha proposto una nuova legge elettorale chiamata Rosatellum, dal nome del suo principale sostenitore Ettore Rosato, capogruppo PD alla Camera dei Deputati. La nuova legge elettorale con sistema misto, simile al Mattarellum applicata in Italia dal 1993 al 2005, è stata sostenuta dal PD e dai suoi alleati di governo Alternativa Popolare e ALA-Scelta Civica, ma anche dai partiti di opposizione Forza Italia e Lega Nord.
Il 12 ottobre 2017 la legge elettorale è stata approvata dalla Camera dei deputati con 375 voti a favore e 215 contrari, con voto segreto. Mentre il 26 ottobre viene approvata definitivamente al Senato della Repubblica con 214 voti a favore e 61 contrari.
La legge elettorale passa, nonostante le numerose proteste del Movimento 5 Stelle, Articolo Uno - Movimento Democratico e Progressista, Sinistra Italiana e Possibile, per via del fatto che Gentiloni, spinto dal segretario del PD Renzi, ha usato il voto di fiducia per far approvare la legge elettorale; Cosa avvenuta solo due volte dall'Unità d'Italia: la prima durante il ventennio fascista e la seconda dal governo Renzi per l'approvazione dell'Italicum. In merito a questa vicenda Antonio Padellaro de Il Fatto Quotidiano scrisse che «Se Arnaldo Forlani fu il Coniglio mannaro della Prima Repubblica, Paolo Gentiloni potrà a buon diritto venire ricordato come il Coniglio mannaro del Terzo millennio».

#### Politica estera

Viaggi internazionali del presidente Gentiloni

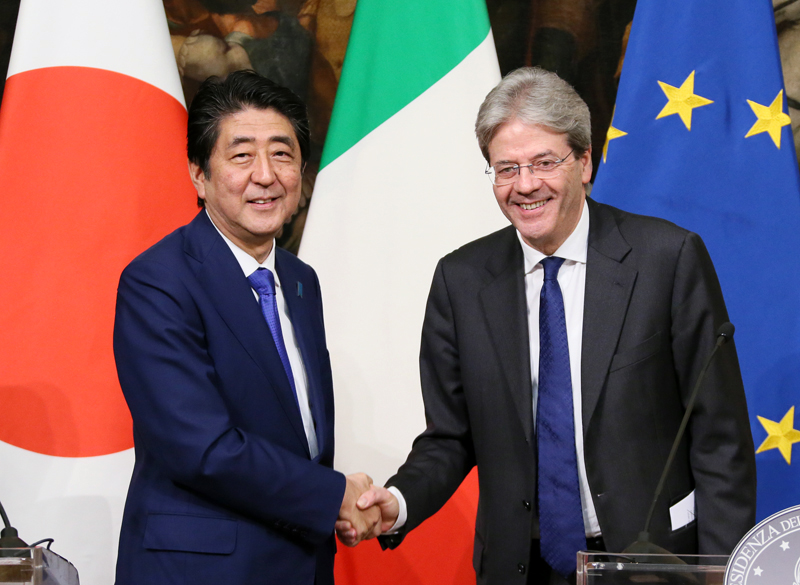
Paolo Gentiloni con il primo ministro del Giappone Shinzō Abe

Paolo Gentiloni sostiene fortemente l'integrazione europea e un'Europa a più velocità. Durante il suo governo, Gentiloni ha affrontato diverse situazioni di politica estera impegnative, come la crisi del debito europeo, la guerra civile in Libia, l'insurrezione dell'Islam in Medio Oriente.
Il 25 marzo 2017, in occasione dei 60 anni dalla firma dei Trattati di Roma, accoglie in Campidoglio i 27 capi di governo dei paesi membri dell'Unione Europea insieme al Presidente del Consiglio Europeo Donald Tusk, il Presidente di turno del Consiglio UE Joseph Muscat e il sindaco di Roma Virginia Raggi.
Nell'aprile 2017 è stato invitato alla Casa Bianca dal presidente Trump, dove i due leader hanno discusso della grave crisi causata dalle guerre civili in Libia e Siria, le tensioni con la Russia di Vladimir Putin e il loro partenariato chiave contro il terrorismo islamico.

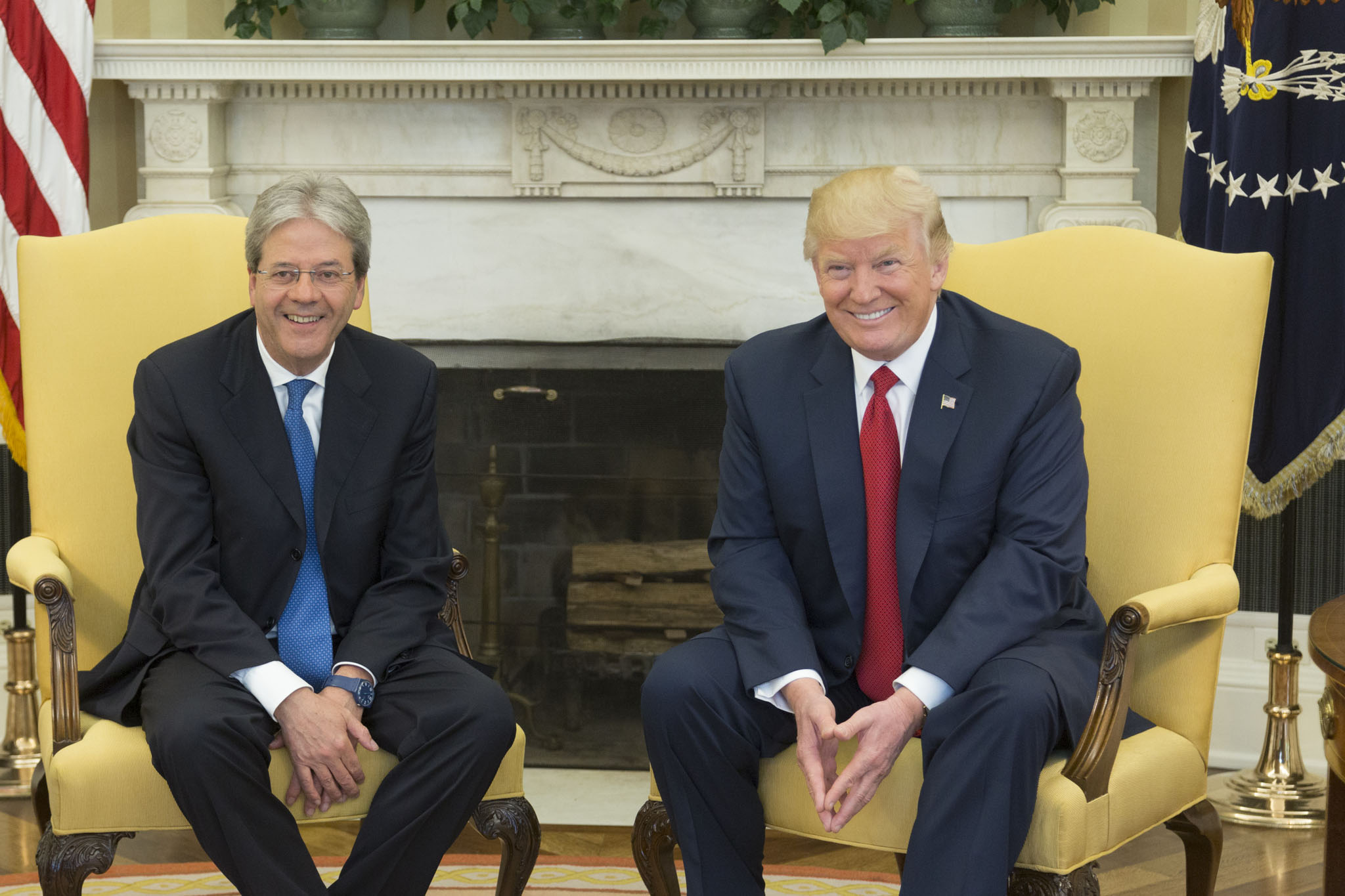
Paolo Gentiloni con il presidente degli Stati Uniti d'America Donald Trump nel 2017

Come primo ministro, ha ospitato il 43° vertice del G7 a Taormina, in Sicilia. Questo vertice è stato il primo per lui e anche per il presidente degli Stati Uniti Donald Trump, il primo ministro May e il presidente Macron. 

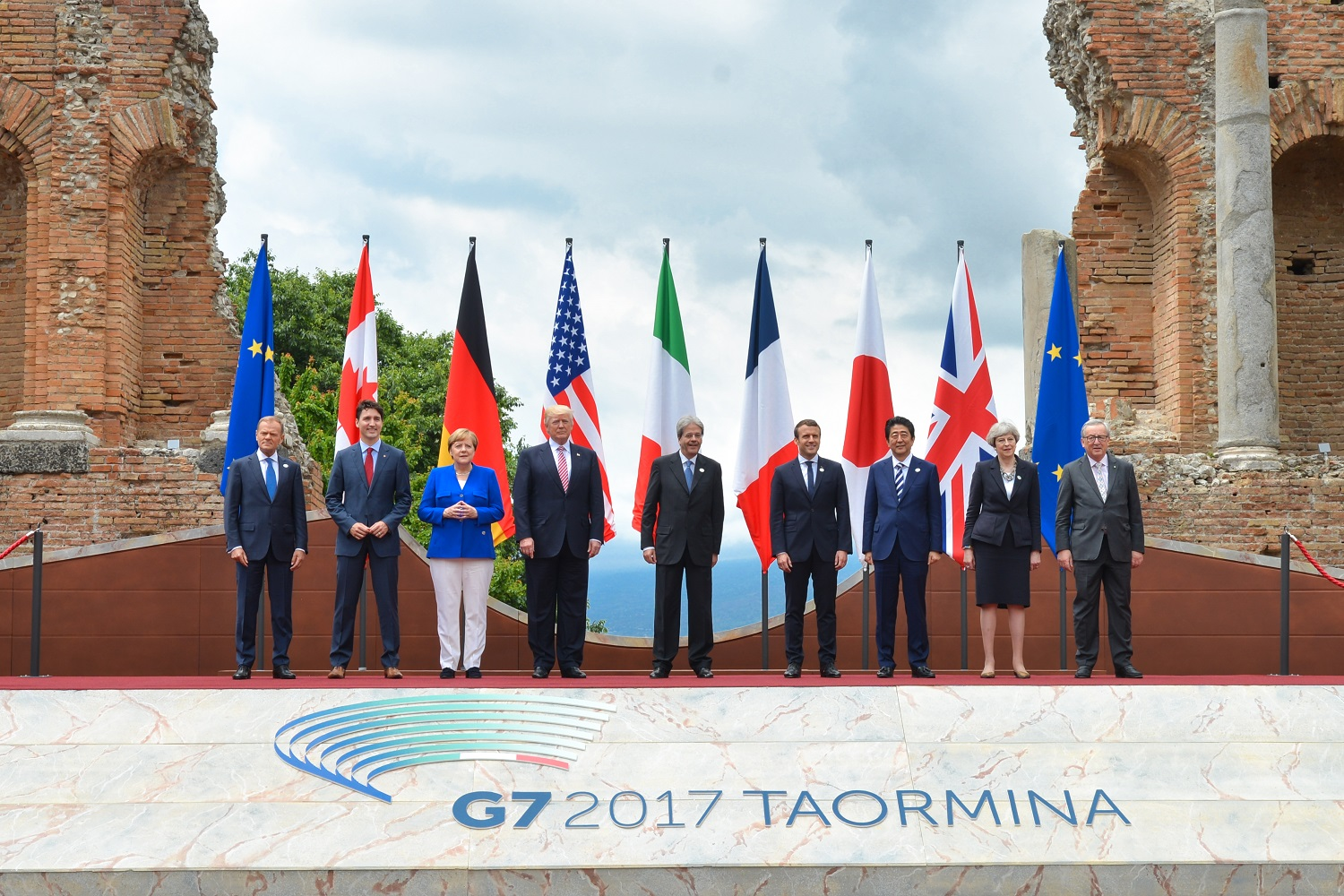
Paolo Gentiloni con i leader del G7 del 2017 a Taormina, Sicilia

Mentre era in carica, Gentiloni ha costruito una serie di strette relazioni con i paesi arabi del Golfo Persico, basata in particolare su accordi commerciali riguardanti il petrolio e la produzione offshore di concessioni. Gentiloni visitò la penisola araba tre volte pensando alla sua premiership. Il 1º maggio 2017 si è recato in Kuwait, dove ha avuto incontri bilaterali con l'emiro Sabah al-Ahmad e il principe ereditario Nawaf Al-Ahmad; in seguito il premier visitò i soldati italiani di stanza in Kuwait come parte della coalizione anti-ISIL.
Nel maggio 2017, ha avuto un viaggio ufficiale in Cina per incontrare il presidente Xi Jinping e il primo ministro Li Keqiang, per discutere della One Belt One Road Initiative, una strategia di sviluppo proposta dai cinesi che si concentra sulla connettività e la cooperazione tra i paesi eurasiatici.
Il 16 e 17 maggio Paolo Gentiloni si è recato a Soči, dove ha incontrato il presidente russo Vladimir Putin. I due leader hanno sottolineato la loro speranza per un allentamento delle sanzioni internazionali contro la Russia e per una riapertura di un dialogo tra Russia e NATO. Hanno anche firmato sei accordi economici tra l'Eni italiano e il russo Rosneft. 

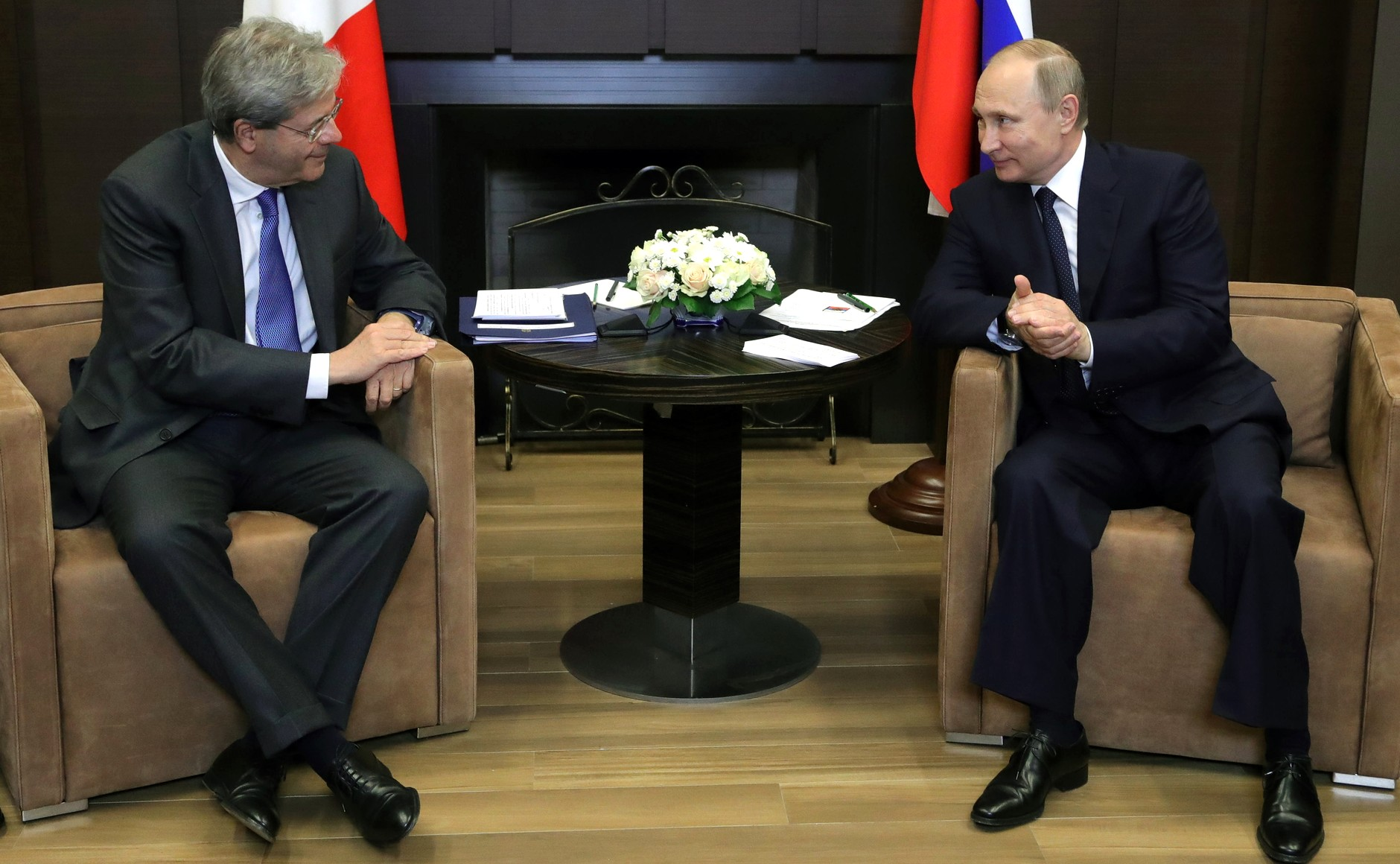
Paolo Gentiloni con il presidente russo Vladimir Putin nel 2017

Il 20 settembre, il Primo Ministro Gentiloni ha parlato all'Assemblea generale delle Nazioni Unite durante il vertice annuale delle Nazioni Unite a New York. Gentiloni ha concentrato il suo discorso sul problema del cambiamento climatico, sull'affrontata della crisi dei migranti e sulla lotta contro il terrorismo islamico.

#### Conclusione della legislatura e Politiche 2018

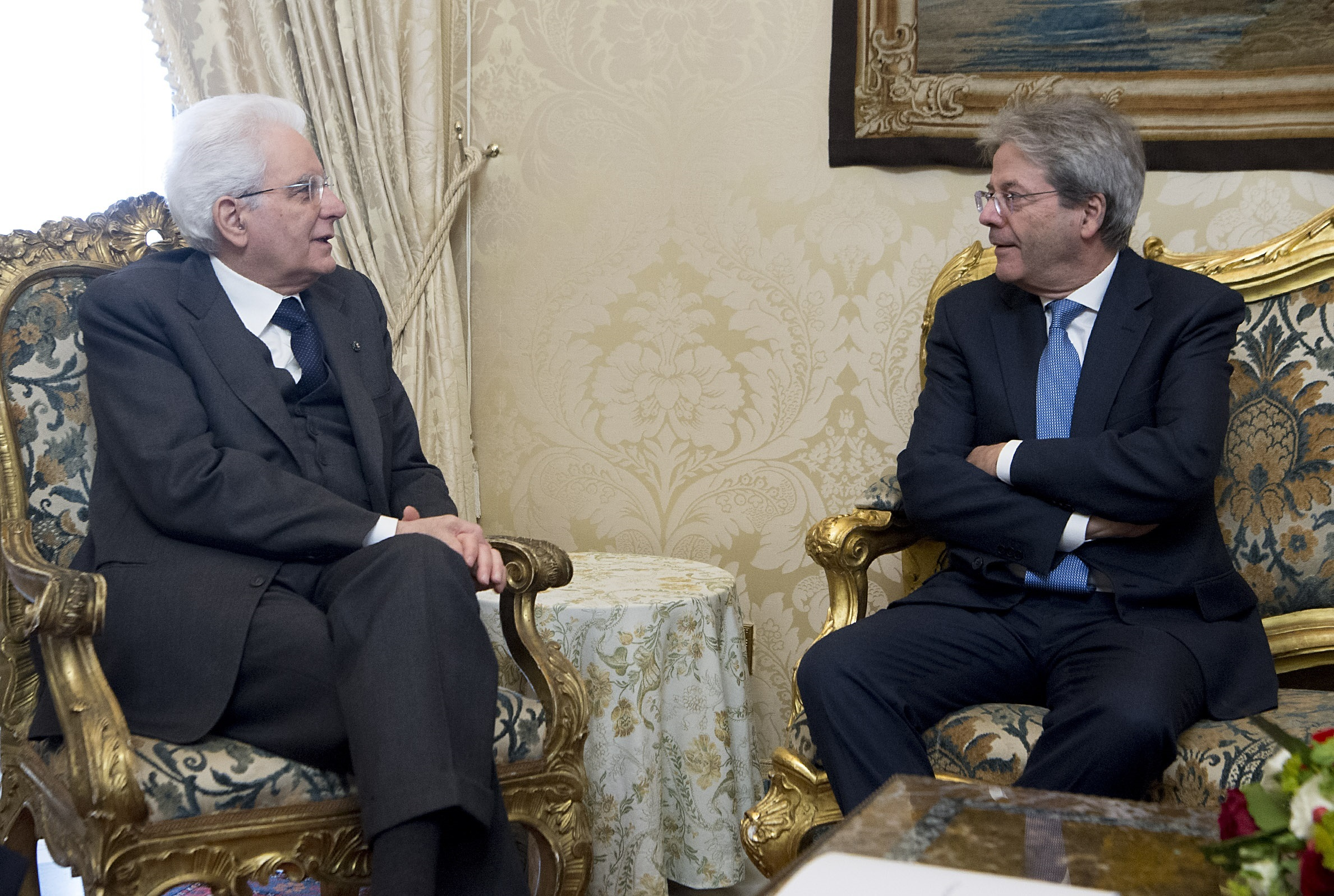
Gentiloni rassegna le dimissioni al presidente della Repubblica Sergio Mattarella

Il 28 dicembre 2017 Gentiloni sale al Palazzo del Quirinale in veste di presidente del consiglio uscente per far partire l'iter dello scioglimento delle Camere.
In vista delle elezioni politiche del 2018, dopo lo scioglimento delle camere e previste per il 4 marzo 2018, il Presidente del Consiglio uscente si candida nel collegio uninominale Roma Trionfale per la Camera dei deputati, dove viene rieletto deputato con il 42,06% dei voti contro il candidato del centrodestra Luciano Ciocchetti e del MoVimento 5 Stelle Agiolino Cirulli. Durante la campagna elettorale, molti esponenti di spicco del centro-sinistra come Romano Prodi e Walter Veltroni chiesero a Renzi di rinunciare al ruolo di candidato premier e di indicare Gentiloni come candidato premier della coalizione del centro-sinistra. Renzi ha sempre smentito queste proposte affermando che la legge elettorale non prevedeva la nomina di un candidato alla presidenza del Consiglio e che era stato eletto segretario del partito con quasi il 70% dei voti, quindi per statuto del partito il candidato premier era lui. A seguito delle dimissioni dall'incarico di ministri delle politiche agricole di Maurizio Martina, assume ad interim la direzione del dicastero.
A seguito anche del termine della XVII legislatura, come da prassi, il 24 marzo 2018 ha rassegnato le dimissioni da Presidente del Consiglio nelle mani del Presidente della Repubblica Sergio Mattarella, rimanendo comunque in carica per il disbrigo degli affari correnti fino al 1º giugno, giorno in cui gli succede Giuseppe Conte.

### Dopo la presidenza del Consiglio
Dopo la fine definitiva del suo mandato, Gentiloni ha spesso espresso opinioni scettiche nei confronti del nuovo governo. Ha attaccato in particolare il nuovo ministro dell'Interno e vicepremier Matteo Salvini, condannando le sue politiche di estrema destra in materia di immigrazione, rom, diritto all'autodifesa e leggi sulle armi.
Il 28 giugno 2018, durante un'intervista a Otto e mezzo di Lilli Gruber, Gentiloni ha annunciato la sua intenzione di contribuire alla formazione di un'ampia coalizione di centro-sinistra, che è stata vista da molti come un'intenzione di ritornare a Palazzo Chigi.

#### Primarie PD del 2019
Alle primarie del PD del 2019 Gentiloni, assieme alla sua corrente, decide di sostenere la mozione di Nicola Zingaretti, presidente della Regione Lazio dal 2013, per la segreteria nazionale del PD, a patto che non si abiura quanto fatto dal suo governo e quello di Renzi, e nessun'alleanza col Movimento 5 Stelle. Il 17 marzo 2019, su proposta di un Zingaretti uscito vincitore dalle primarie, viene eletto presidente del Partito Democratico dall'Assemblea nazionale, con solo 86 voti astenuti e nessuno contrario.
In vista delle elezioni europee, presenzia alla sede nazionale del PD al Nazareno, dove il neo-segretario Zingaretti e il suo ex ministro dello sviluppo economico Carlo Calenda, presentano il simbolo elettorale con un ampio riferimento a "Siamo Europei", manifesto politico promosso da Calenda, e il simbolo del Partito Socialista Europeo.

### Commissario europeo per l'economia

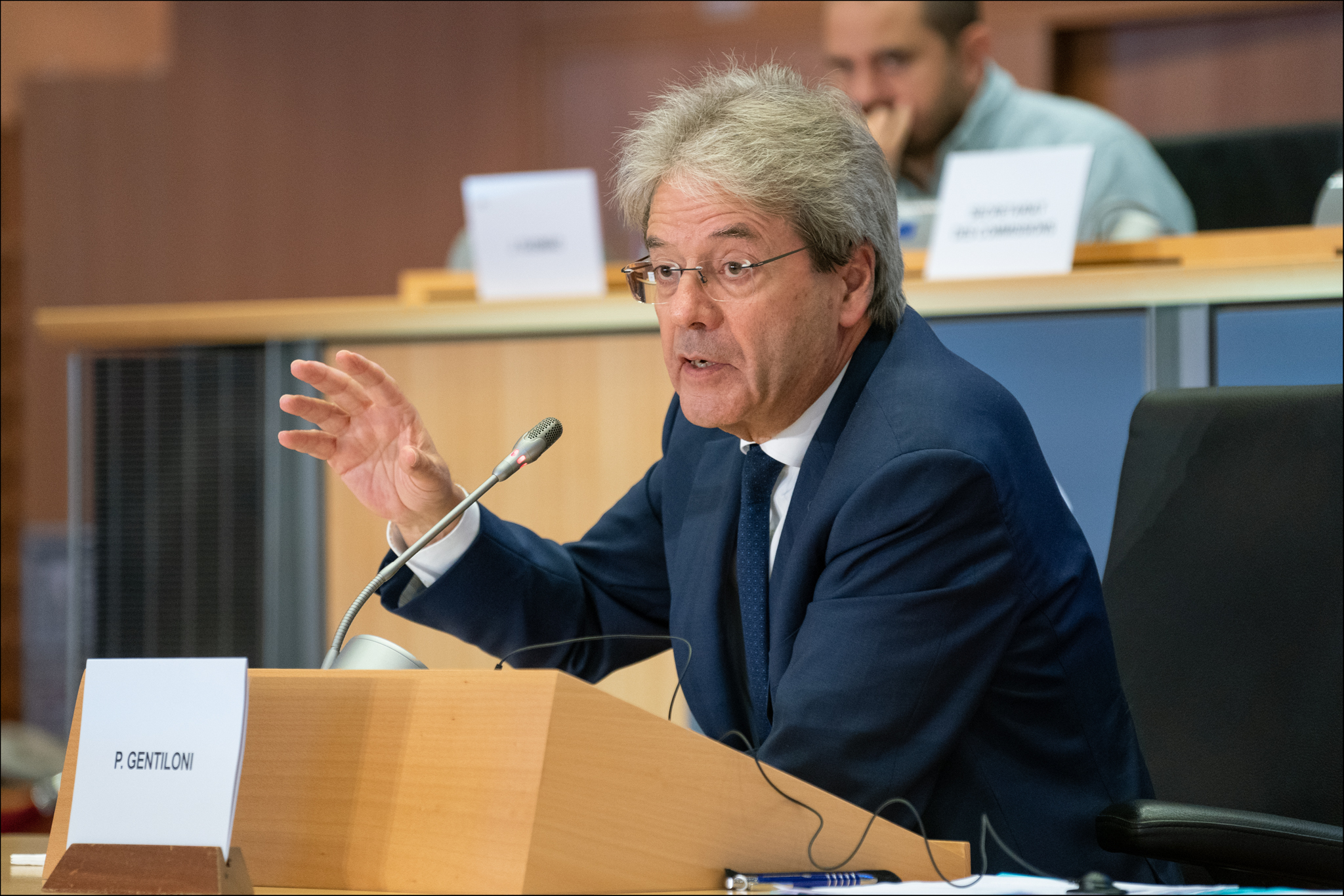
Gentiloni davanti al Parlamento Europeo come candidato Commissario all'Economia

Con la nascita del Governo Conte II tra il PD, M5S e LeU, durante il primo Consiglio dei Ministri del 5 settembre 2019, viene formalizzata la sua candidatura come commissario europeo spettante all'Italia alla Presidente designata Ursula von der Leyen. Il 10 settembre 2019 Ursula von der Leyen annuncia la nomina di Gentiloni a commissario europeo per l'economia. È il primo italiano a ricoprire tale carica. Ha la competenza anche sulla fiscalità e l'unione doganale. La presidente von der Leyen gli ha anche affidato la gestione del raggiungimento degli obiettivi di sviluppo sostenibile. È entrato in carica il 1º dicembre dello stesso anno, e per tale motivo il giorno dopo si dimette dalla carica di deputato, incompatibile con quella di commissario europeo.

Il 22 febbraio 2020 abbandona la carica di presidente dell'Assemblea nazionale del PD, a seguito della sua nomina a commissario per l'economia nella commissione von der Leyen. In sostituzione, gli subentra Valentina Cuppi, sindaco di Marzabotto.

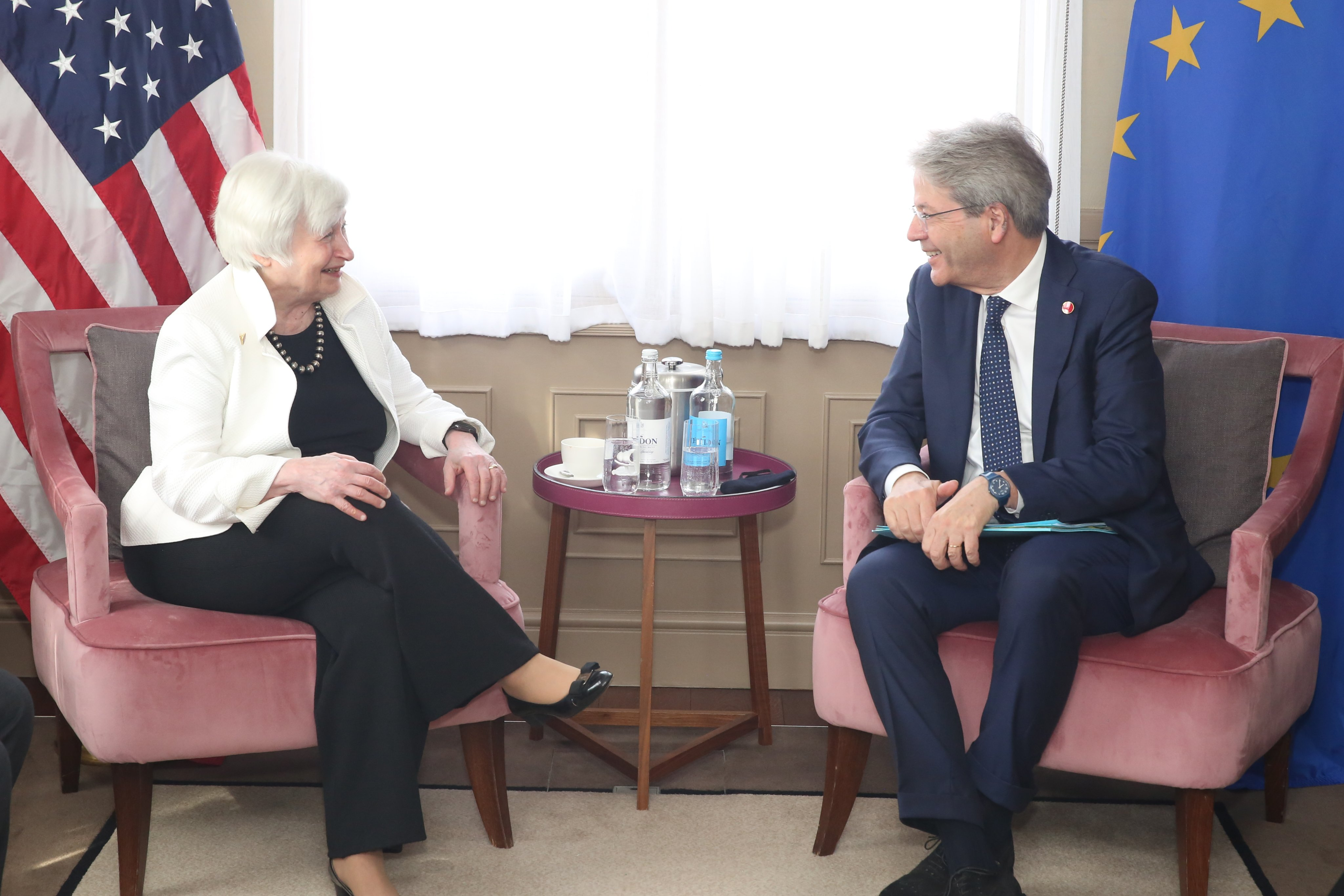
Paolo Gentiloni con il segretario al Tesoro statunitense Janet Yellen al G7 delle finanze del 2021

All'inizio di marzo 2020, Gentiloni è stato nominato dalla presidente von der Leyen a far parte della task force speciale della Commissione per coordinare la risposta dell'Unione europea alla pandemia di COVID-19.

## Posizioni politiche
Gentiloni è ampiamente considerato un politico cristiano liberale e progressista. Pur avendo iniziato la sua carriera politica all'interno dei movimenti extraparlamentari di estrema sinistra, Gentiloni in seguito assunse posizioni più democristiane e liberal-sociali.
Si è dichiarato favorevole al riconoscimento delle unioni civili. Pur sostenendo l'integrazione sociale degli immigrati, da Presidente del Consiglio agli inizi del 2017, Gentiloni ha adottato un approccio più opposto sul tema. Affiancato dal suo ministro dell'interno Marco Minniti, Gentiloni ha promosso politiche più rigorose e rigide in materia di immigrazione e sicurezza pubblica. Queste politiche hanno provocato ampie critiche da parte di Articolo Uno e membri del PD che in seguito hanno lasciato la maggioranza del governo, nonché di intellettuali di sinistra come Roberto Saviano e Gad Lerner. Ad agosto Lerner, che era tra i membri fondatori del PD, lasciò del tutto il partito, a causa delle nuove politiche di immigrazione del suo governo.

## Incarichi parlamentari

### XIV legislatura
- Membro della 9ª Commissione Trasporti, Poste e Telecomunicazioni (dal 12 ottobre 2005 al 27 aprile 2006)
- Presidente della Commissione parlamentare per l'indirizzo generale e la vigilanza dei servizi radiotelevisivi (dal 13 ottobre 2005 al 27 aprile 2006)
- Membro della Commissione parlamentare per l'indirizzo generale e la vigilanza dei servizi radiotelevisivi (dal 31 luglio 2001 al 27 aprile 2006)

### XV legislatura
- Membro della 2ª Commissione Giustizia della Camera dei deputati (dal 6 giugno 2006 al 26 febbraio 2008)
- Membro della 4ª Commissione Difesa della Camera dei deputati (dal 27 febbraio 2008 al 28 aprile 2008)

### XVI legislatura
- Membro della 9ª Commissione Trasporti, Poste e Telecomunicazioni (dal 21 maggio 2008 al 14 marzo 2013)
- Membro della Commissione parlamentare per l'indirizzo generale e la vigilanza dei servizi radiotelevisivi (dal 4 giugno 2008 al 14 marzo 2013)

### XVII legislatura
- Membro della 3ª Commissione Affari Esteri e Comunitari della Camera dei deputati (dal 7 maggio 2013 al 9 luglio 2015)[3]
- Membro della 11ª Commissione Lavoro pubblico e Privato della Camera dei deputati (dal 9 luglio 2015 al 22 marzo 2018)[3]
- Membro del Comitato permanente Africa e questioni globali (dal 16 luglio 2013 al 17 novembre 2014)[3]
- Presidente sezione Italia-Stati Uniti dell'unione interparlamentare[3]

### XVIII legislatura
- Membro della 3ª Commissione Affari Esteri e Comunitari della Camera dei deputati (dal 21 giugno 2018 al 27 settembre 2019)
- Membro della 13ª Commissione Agricoltura della Camera dei deputati (dal 27 settembre 2019 al 2 dicembre 2019)